# Edward Russell, III conte di Bedford
Edward Russell, III conte di Bedford (20 dicembre 1572 – Moor Park, 3 maggio 1627), è stato un nobile inglese.

## Biografia
Era il figlio di Sir Francis Russell, Barone Russell, figlio di Francis Russell, II conte di Bedford, e di sua moglie Juliana Foster.

## Matrimonio
Il 12 dicembre 1594, sposò Lucy Harington, figlia di John Harington , I Barone Harington di Exton, portandogli in dote £ 10.000 e la tenuta di Minster Lovell. Non ebbero figli.
Nel 1601 era impegnato nell'insurrezione del conte di Essex, e fu multato a £ 10.000 ed è stato brevemente imprigionato. Ha ricoperto la carica di Custode Rotulorum di Devon tra il 1596 e il 1619.

## Morte
Morì il 3 maggio 1627 a Moor Park. È stato sepolto otto giorni dopo a Chenies e suoi titoli passarono a suo cugino, Francis Russell.
| Controllo di autorità | VIAF (EN) 78931001 · LCCN (EN) no2009018300 |